# Нанейшвили, Виктор Иванович
Виктор Иванович Нанейшвили (1878, с. Сачилао Кутаисской губернии (ныне Самтредского района) — 22 марта 1940, Москва) — советский политический и партийный деятель.

## Биография
Виктор Нанейшвили родился в 1878 году в селение Сачилао Кутаисской губернии, в крестьянской семье.
Окончил историко-филологический факультет Московского университета. Член РСДРП(б) с 1903 года.
В Сибири вместе с В. П. Волгиным, А. А. Сольцем и другими состоял под особым надзором полиции по делу о кассе взаимопомощи политических ссыльных Нижнеудинского края. В результате обыска у Нанейшвили была найдена нелегальная литература. Несколько ссыльных подали администрации коллективное заявление о том, что найденная литература составляла их общую собственность. В результате Волгин вместе с некоторыми другими товарищами, подавшими заявление, был привлечен к дознанию.
Вместе с супругой преподавали в гимназии в Тбилиси и в Баку.
25 июня (8 июля) 1917 года общебакинская конференция большевиков избрала Бакинский комитет РСДРП(б), в который вошёл и Нанейшвили.
Революцию 1917 года встретил в Баку. Входил в Кавказский краевой комитет РКП(б).
С апреля 1918 года чрезвычайный комиссар Дагестана.
С 23 ноября 1918 года по январь 1919 года председатель Астраханского губернского комитета РКП(б). Нанейшвили указывают в составе сформировавшегося в начале 1919 года ядра Бакинской большевистской организации. 11—12 февраля 1920 в Баку нелегально состоялся 1-й съезд коммунистических организаций Азербайджана, на котором Нанейшвили вошёл в ЦК образовавшейся Азербайджанской коммунистической партии (большевиков).
С 23 июля по 9 сентября 1920 года председатель Президиума ЦК КП Азербайджанской ССР. Член Юго-Восточного бюро ЦК РКП(б).
С сентября 1922 года по 1923 год секретарь Пермского губернского комитета РКП(б).
С сентября 1924 года по июнь 1925 года ответственный секретарь Казахстанской партийной организации РКП(б). Имел расхождение со Сталиным по национальному вопросу.
С 1931 года вплоть до ареста в 1939 году возглавлял Всесоюзную торговую академию в Москве (Всесоюзная академия пищевой промышленности).
1 августа 1936 в числе работников пищевой промышленности награждён орденом Трудового Красного Знамени.
Арестован 28.11.1939. Приговорен ВКВС СССР 21.03.1940. Расстрелян 22.03.1940. Реабилитирован 19.03.1955.

## Семья
Жена Вера Павловна (училась в Брюсселе, член РСДРП с 1902 года, ум. 1937 года), дочь Мария (22 сентября 1907 года, Тбилиси — 25 июня 1993 года; была замужем за Александром Косаревым) и сын Павел.
Внучка Косарева Елена Александровна вспоминала о рассказе матери, что Сталин, услышав от Косарева, что его супруга — дочь В. Нанейшвили, заявил ему: «Виктора Нанейшвили я знаю. Он — мой личный враг».

## Память
В честь В. И. Нанейшвили названа улица в городе Дербент.